# Fractionnement d'écoulement de champ
Pour les articles homonymes, voir FFF.
Le fractionnement d’écoulement de champ ou fractionnement par couplage flux-force ou FFF, de l'anglais field flow fractionation est une technique de séparation et de caractérisation. Dans le FFF un champ externe est appliqué dans un canal d'écoulement sur une suspension liquide contenant l’échantillon désiré à séparer, et ce, perpendiculaire à un écoulement laminaire. Les matériaux de l’échantillon à séparer avec cette technique ont une taille qui varie de la macromolécule à la particule.

## Historique
Le fractionnement d’écoulement de champ a été inventé et breveté par le professeur Calvin Giddings en 1966 à l’université de l'Utah, à Salt Lake City aux États-Unis. Il a fondé le centre de recherche du fractionnement d’écoulement de champ à l’université d'Utah et ainsi développé la théorie complète du FFF et ses différentes sous-techniques.

## Principe fondamental

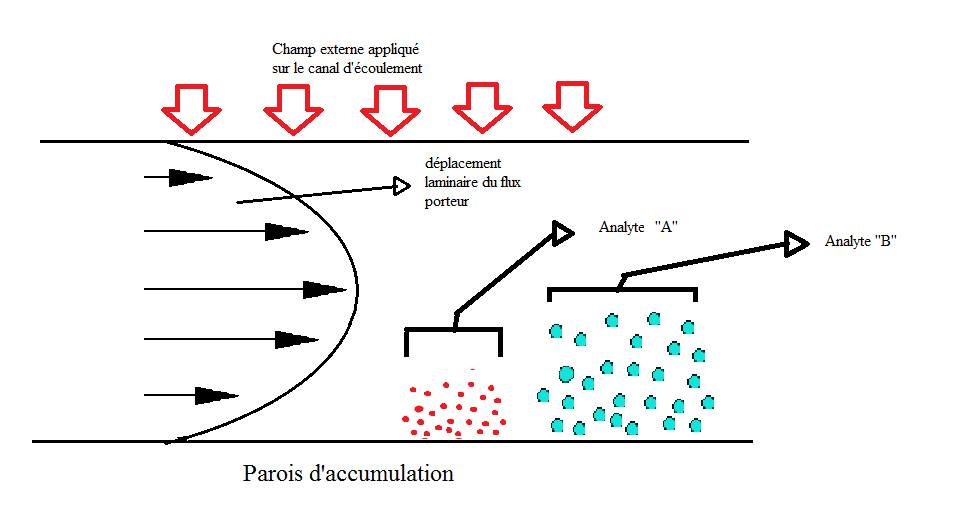
Processus de séparation qui se produit dans le canal d'écoulement avec 2 analytes (A et B), un champ externe et un écoulement laminaire

Cette technique est basée sur un champ externe appliqué, une solution contenant des analytes à séparer et un écoulement laminaire.
La séparation des analytes désirés s’effectue dans un canal de faible épaisseur. La première étape consiste à injecter un échantillon à l’entrée du canal suivi de l’application d’un champ externe ou d’un écoulement transversale, selon le type de FFF utilisé, perpendiculairement à la direction d’écoulement. L’effet de ce champ externe apportera un déplacement des constituants de l’échantillon vers une paroi d’accumulation, et ce, à une vitesse qui est déterminée par la force d’interaction de l’analyte avec le champ. L’écoulement laminaire du canal commence aussitôt que les analytes atteignent leur profil stationnaire près de la paroi d’accumulation. Le flux porteur a une vitesse plus petite près de la paroi d’accumulation et plus grande au centre du canal.
Les molécules qui ont le plus interagi avec le champ, se retrouvent plus concentrées sur la paroi d’accumulation (analyte A), donc elles prendront plus de temps à se faire éluer que les molécules (analyte B) situées au milieu du canal. Le processus de ce principe de base de FFF conduira les molécules séparées vers un détecteur d’absorption (UV-visible, d’indice de réfraction ou de fluorescence), qui se situe à l’extrémité du canal d’écoulement. Le détecteur génère un signal qui est affiché sur le fractogramme, qui est plus précisément, un graphique de la réponse du détecteur en fonction du temps.

## Différents types
Le fractionnement d’écoulement de champ comprend plusieurs sous-techniques différentes. Le principe de base est le même pour chaque technique, mais diffère par le champ de force appliqué. 

### Principes de base

#### Fractionnement d’écoulement de champ par écoulement
Le fractionnement d’écoulement de champ par écoulement est une technique qui sépare les particules selon la taille, et ce, indépendamment de la densité. Un écoulement transversal s’introduit à travers une issue poreuse, placée en haut du canal, pour finalement sortir par une issue d’une membrane semi-perméable située sur la paroi d’accumulation.

#### Fractionnement d’écoulement par champ thermique
Dans cette technique, on induit un gradient de température à l’aide d'une résistance que l’on chauffe et des courants d’eau froide qui passent de part et d’autre du canal. La différence de température crée un gradient de température induisant ainsi une diffusion thermique dans laquelle la vitesse du mouvement est liée au coefficient de diffusion thermique des espèces, qui amplifie l’effet de diffusion et augmente la séparation des analytes dans le canal. Cette technique est davantage utilisée pour la séparation des polymères.

#### Fractionnement d’écoulement de champ par centrifugation
Le fractionnement d’écoulement de champ par centrifugation consiste à séparer les particules selon leur taille et densité. La séparation est établie par un champ centrifuge qui est généré par une vitesse élevée par un canal de filage circulaire. L'écoulement et l'échantillon sont injectés dans la chambre et le mélange est centrifugé, ce qui permet à l'opérateur de régler les particules selon la taille et la densité.
Le processus fait en sorte que les particules de plus grandes densités iront en direction de la paroi externe contrairement aux petites particules. Les petites particules seront donc éluées plus rapidement que les grosses particules, car ceux-ci sont situés dans les lignes de courant les plus élevées.

#### Fractionnement d’écoulement par division sur cellule mince
Le fractionnement d’écoulement divisé sur cellule mince ou SPLITT, de l'anglais Split Flow Thin-Cell Fractionation, est une technique de préparation du fractionnement d’écoulement de champ qui diffère des autres types. Le SPLITT se base sur la séparation de particules de taille de l'ordre du micromètre sur une base continue, et ce en utilisant la gravité. Il existe différentes manières d’effectuer un SPLITT. La plus courante se repose sur le principe de pomper l’échantillon contenant un liquide jusqu’à l’entrée supérieure tout en pompant un liquide porteur dans l’entrée inférieure. L’échantillon est séparé en deux fractions différentes de taille, et ce en contrôlant les rapports du débit entre les deux courants d’entrée et le débit des deux courants de sorties. La gravité, qui est la force de séparation utilisée pour cette technique, se restreint à des particules au- dessus de 1 μm.

#### Fractionnement d’écoulement de champ par écoulement asymétrique
Le fractionnement d’écoulement de champ par écoulement asymétrique ou AF4 de l'anglais Asymmetric Flow Field-Flow Fractionation, est une technique qui est composée d’une membrane semi-perméable sur la paroi inférieure du canal. Le liquide porteur qui sort du fond du canal crée un écoulement transversal. La technique la plus importante d'AF4 pour la caractérisation des polymères à des températures élevées est le fractionnement d’écoulement de champ par écoulement asymétrique à haute température (HTAF4 : High Temparature Asymmetric Flow Field-Flow Fractionation). Celle-ci comprend le réservoir pour l’éluant, la pompe à éluant, un module de FFF pour le contrôle d’écoulement transversal et l’acquisition de données, un système d’injection, un canal et des détecteurs adaptés pour des hautes températures. La haute température est contrôlée et automatisée par un logiciel. Cela permet l’évaluation des données, de la masse molaire et les calculs de rayon.

## Matériel et Montage

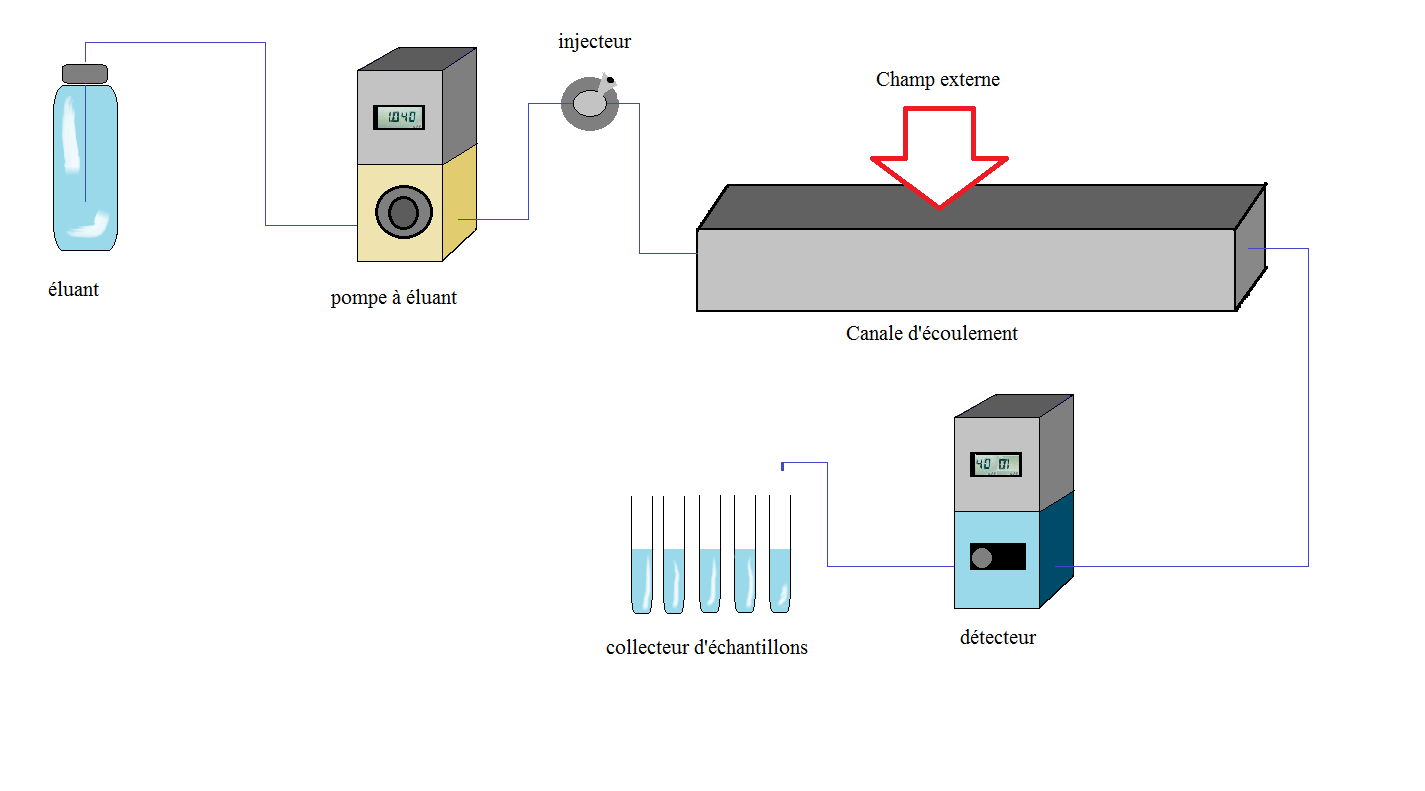
Montage de base du système de Fractionnement d'écoulement de champ

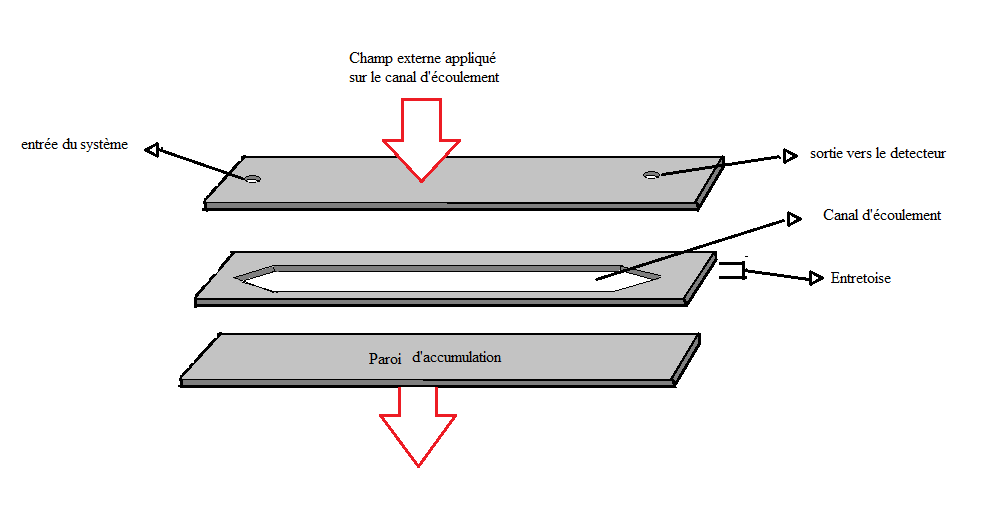
Parties importantes du canal d'écoulement

Le processus pour effectuer les différents types de FFF requiert un montage de base comprenant différents types de matériels ou accessoires.

### Montage de base du système de Fractionnement d'écoulement de champ
- Éluant : C’est le solvant qui se fait transporter par une pompe jusqu’au canal servant à la séparation des analytes

- Pompe à éluant : La pompe dirige le solvant dans le canal d’écoulement avec un débit programmé

- Détecteur : Le type de détecteur se diffère selon la technique de FFF utilisée. Il donne des informations sous forme de courant électrique

- Injecteur : C’est l’endroit où l’on dépose l’analyte qu’on désire séparer

- Fractogramme : C’est l’interprétation de la quantité de signaux électriques venant du détecteur en fonction du temps

- Collecteur d’échantillons : support contenant des éprouvettes servant à récolter les analytes séparées

### Parties du canal d'écoulement
- Canal d’écoulement : mesure généralement de 25  à   100 cm de longueur et 1  à   3 cm de largeur situés entre deux parois
- Entretoise : mesure généralement entre 50 et 500μm tout dépendamment de l’appareil utilisé
- Paroi d’accumulation : paroi où les analytes se retrouvent après avoir interagi avec un champ externe ou un écoulement transversal

### Fractogramme

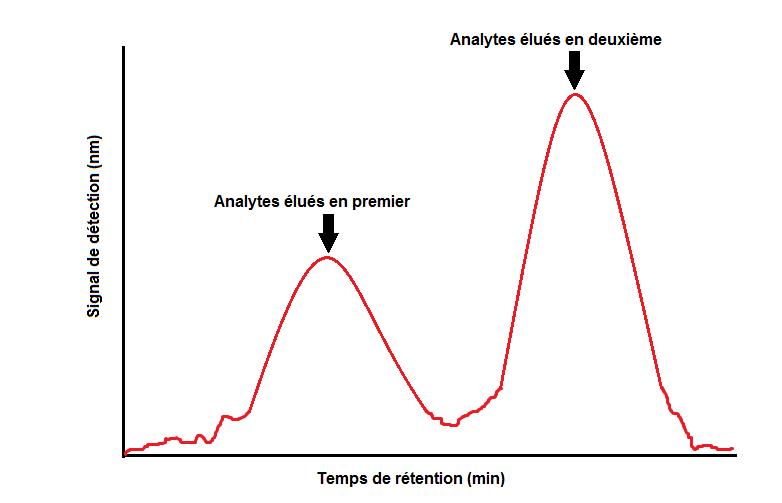
Exemple de base d'un fractogramme avec 2 analytes différents et des temps de rétention différents

Le fractogramme montre le signal de détection des analytes en fonction du temps. Les pics démontrés sur un fractogramme s’interprètent et se distinguent selon la vitesse de l’écoulement laminaire à laquelle les analytes se font éluer. Les analytes qui sont situés au milieu du canal seront élués en premier, donc ils représenteront les premiers pics dans le graphique. Les analytes qui se situent sur la paroi d’accumulation représenteront les pics avec un temps d’élution plus grand.

## Applications
Chaque sous-technique est utilisée pour diverses applications selon les types d’analytes qu’on souhaite séparer. Le choix de la sous-technique se fera selon les types d’analytes, qui lui sont spécifiques. En voici quelques-unes :

### Fractionnement d’écoulement de champ par écoulement
Cette technique est très commune dans les domaines de la recherche, du développement en biologie moléculaire, en nanotechnologie et en analyses environnementales comprenant la séparation et la caractérisation des protéines et des agrégats, des liposomes, des émulsions, des particules virales, des polysaccharides, des nanoparticules, des particules de latex polymère, colloïdales suspensions de sol, les substances humiques, boues de polissage mécanochimique (CMP), et bien d’autres encore.

### Fractionnement d’écoulement de champ par centrifugation
Cette technique sert à la caractérisation des nanoparticules. Elle peut les séparer selon leurs tailles et leur densité allant de 50 nm jusqu’à quelques μm. Cette technique est aussi en mesure de séparer des particules très denses, comme les sols d’or et peut analyser aussi jusqu’à une taille de 10 μm pour des particules.

### Fractionnement d’écoulement de champ par écoulement asymétrique
Le fractionnement d’écoulement de champ par écoulement de champ asymétrique à haute température (HTFFF : HighTemperature Asymmetric Flow Field-Flow Fractionation) est une des technologies les plus avancées pour la séparation de polymère de masse molaire élevée et très élevée à des températures très élevées. Cette technique peut être utilisée pour les polymères, les macromolécules, les nanoparticules avec une taille qui peut atteindre 109 Da ainsi que des particules ayant des tailles de l'ordre du micromètre. Un des types de polumères le plus analysé avec le fractionnement d’écoulement de champ par écoulement de champ asymétrique à haute température sont les polyoléfines.

### Fractionnement d’écoulement par division sur cellule mince
Le Fractionnement d’écoulement Split sur cellule mince a plusieurs applications. Il se trouve dans le domaine biomédical pour la séparation cellulaire, dans le secteur chimique pour des particules de polymères, dans le domaine de l’environnement pour les diatomées, les sédiments, les algues et les particules de sols, etc. Contrairement aux autres techniques de fractionnement d’écoulement de champ, celle-ci sépare des particules de taille de 1 μm allant jusqu'à 100 μm sur une base continue.